# Megy a gőzös
A Megy a gőzös 2007-ben bemutatott magyar filmvígjáték, melyet Koltai Róbert rendezett és írt, utóbbit fia, P. Koltai Gábor (aki produceri feladatkört is ellátott) és Grecsó Krisztián közreműködésével. A főbb szerepekben Koltai Róbert, Pogány Judit, Gesztesi Károly és Szabó Kimmel Tamás látható.
A Csongrád vasútállomáson forgatott film egy állomásfőnöki állás visszaszerzéséről, és a Barcikai Ősanyáról szól. A Megy a gőzös az S.O.S. szerelem! után a 2007-es év második legnézettebb magyar filmje lett, összesen 185 millió Ft bevételt termelve a hazai mozikban.

## Cselekmény
Megtalálják a Barcikai ősanyát, majd országjáró útra indítják. Eközben Bajusz János, Ivaros község baktere otthonában ünnepelteti magát. Béresnek az egykori állomásfőnök fiát, Körte Kázmért fogadja fel, aki meghirdeti a pusztai vendettáját. Kázmér első dolga béresként, hogy a piacra szánt tojásokat Köles atyával, az egykori temetőcsősszel elfogyasszák. Amint kilép a kapun, a postással találkozik, aki táviratot hoz arról, hogy a barcikai ősanyát szállító díszvonat az ivarosi állomáson fog keresztülhaladni. Kázmér repülőt hajtogat a táviratból és eldobja és átállítja a váltót. 
Eközben Lakatos Gáspár cigányvajdának és feleségének lányuk férjhez adása a legfőbb problémája, de lány csak ahhoz hajlandó férjhez menni, akit szeret. Ezért a vajda és családja "helyet vásárol" a díszvonatra. Egy kártyaparti közepén egy ember jön tojásért a bakterékhoz, Kázmér bőségesen kiszolgálja kolbásszal, oldalassal, amikor bemegy a bakterhoz, hogy megköszönje az ingyen ételeket, a bakterék nem értik, mit köszönget. Másnap, amikor Bajuszné meglátja, hogy hűlt helye a kolbászoknak, az oldalasoknak, a tejnek és mindennek, sikítva siránkozik a létra tetején. Kázmér lába pedig véletlenül beleakad a létra aljába és kirántja alóla. Majd Bajuszért szalad, aki elküldi őt az orvosért. Az egyik vakvágányon Bajusz János disznóólat épített. Miközben Körte Lajos a fiát tanítja az ördög bibliájának olvasására (kártya), egyszer csak vonatfüttyöt hallanak, az érkező díszvonat pedig egyenesen Bajuszék disznóóljában köt ki. A disznó szétszaladnak és nagy kavarodás keletkezik. Kázmér és Böske, a cigányvajda lánya első látásba egymásba szeretnek. 
Este Bajusz és az ősanya kísérője leülnek kártyázni, a lapokat Kázmér osztja. Kálmán folyamatosan nyer, végül Bajusz felteszi a házát, Kálmán pedig a barcikai ősanyát. Mivel a szerencse forgandó, Bajusz nyer és viszi az ősanyát. Nagy ünneplésbe kezdenek, ezalatt Kázmér az alvó Bajuszné mellé fekteti az ősanyát. Másnap Bajusz azzal bízza meg Kálmánt, hogy keverjen búgatóport a birkáknak, mert kevesen vannak. Kázmér ehelyett a boroskancsóba tölti a port, a vizeset pedig kiviszi a birkákhoz. Bajusz egy széken ülve várja, hogy végre történjen valami a birkák között, de eközben elalszik. Ezalatt Bajuszné a boroskancsó tartalmával kínálja Köles atyát, aki először pimpósnak gondolja a bort, de azután annyira megízlik neki, hogy kér még további két pohárral belőle. Majd rámászik Bajusznéra, ekkor megjelenik Bajusz is. 
Este Kálmán és Sándor megpróbálja visszaszerezni az ősanyát, ez meg is történik, de nem viszik rögtön vissza a vonatra, hanem lerakják a patak mellé, ahol  belecsúszik a vízbe. Másnap macskajajosan ébrednek és arra eszmélnek, hogy az ősanya ismét eltűnt. Eközben fent is rájönnek, hogy az ősanya nem érkezett meg a célállomásra, ezért keresni kezdik. Mivel nincs meg az ősanya és ezért akasztás jár, Köles atya, Bajusz és Bajuszné kitalálják, hogy szereznek egy koporsót és egy csontvázat, lefestik és ugyanolyan lesz, mint az eredeti. A terv ötletgazdája Bajuszné, és a munka oroszlánrészét is ő végzi. A falu népe megtudja, hogy a barcikai ősanya Bajuszéknál állomásozik, ezért jönnek is szép számmal, hogy mindenféle bajaikra gyógyulást kapjanak. Kázmér és Bajusz szép bevételre tesz szert, amit elásnak. Kázmér megszökteti Böskét és a pénzt szánja hozományul, este visszatér, hogy kiássa, de a pénzt már Bajusz elvitte. Menekülés közben elkapják őket, Kázmérra pedig ráfogják, hogy ellopta az ősanyát. 
Ekkor megérkezik a rendőrség, akik kihallgatást tartva próbálják szóra bírni az embereket. A fő gyanúsított Kázmér és Bajuszné éppen ekkor cipeli elő az ál-ősanyát. Ekkor megérkezik Köles atya, aki a nyomozó azon feltevését erősíti, hogy Bajuszné a tolvaj. Ezért Kázmért és Bajusznét bezárják, Bajusz pedig el akarja venni Böskét. Kázmérék kitörnek a fogságból. A film végén a barcikai ősanya megérkezik arra a helyre, ahonnan útnak indították, a beszéd közben egyszer csak Bajuszné bújik elő a koporsóból. Ivaroson Körte Lajos lesz az új állomásfőnök, Kázmér elveszi Böskét és ő lesz a Viharsarok cigányvajdája. Az ősanya kísérői, Kálmán és Sándor pedig jó pénzért árulják az igazi ősanyát.

## Szereplők
- Koltai Róbert – Bajusz János
- Pogány Judit – Bajuszné
- Gesztesi Károly – Köles atya
- Szabó Kimmel Tamás – Kázmér
- Egres Katinka – Böske
- Gáspár Sándor – Körte Lajos
- Szabó Győző – Kálmán
- Badár Sándor – Menyus
- Csuja Imre – Lakatos Gáspár vajda
- Lázár Kati – Lujza, Lakatos Gáspár felesége
- Pindroch Csaba – Sándor
- Jordán Tamás – hivatalnok
- Hajós András – hiszékeny vak
- Hunyadkürti György – hiszékeny sánta
- Magyar Attila – nyomozó
- Szilágyi István – falubeli
- Kiss Jenő – postás
- Bodrogi Gyula – mesélő
- L.L. Junior – zenész

## Nézettség
A nézettségi adatok szerint 216 450 jegyet adtak el rá.